# Mullach an Rathain
Mullach an Rathain är ett berg i Storbritannien.   Det ligger i kommunen Highland och riksdelen Skottland, i den nordvästra delen av landet, 700 km nordväst om huvudstaden London. Toppen på Mullach an Rathain är 1 023 meter över havet, eller 235 meter över den omgivande terrängen. Bredden vid basen är 1,5 km.
Terrängen runt Mullach an Rathain är huvudsakligen kuperad, men den allra närmaste omgivningen är bergig. Trakten runt Mullach an Rathain är nära nog obefolkad, med mindre än två invånare per kvadratkilometer. Trakten runt Mullach an Rathain består i huvudsak av gräsmarker.